# Liana Moabro
Liana Moabro fue una actriz argentina con una amplia trayectoria en cine, radio y teatro.

## Carrera
Moabro fue una actriz y diva de la época dorada del cine argentino, que se lució brillantemente en roles protagónicos y de reparto junto a destacadas figuras del momento como Luis Sandrini, Tita Merello, Zully Moreno, Mirta Legrand, Roberto Bordoni, Olga Mom, Mecha Ortiz, Grazia del Río, Floren Delbene, Rafael Frontaura, Alberto Anchart, Adelaida Soler, Alberto de Mendoza, entre otros.
Siendo comunista, en 1946 integra la lista de "La Agrupación de Actores Democráticos", en pleno gobierno de Juan Domingo Perón, y cuya junta directiva estaba integrada por Pablo Racioppi, Lydia Lamaison, Pascual Nacaratti, Alberto Barcel y Domingo Mania

## Filmografía
- 1938: 24 horas en libertad
- 1939: Ambición
- 1939: Margarita, Armando y su padre
- 1940: El solterón
- 1941: Una novia en apuros
- 1941: La hora de las sorpresas
- 1942: El pijama de Adán
- 1942: El profesor Cero
- 1943: Stella
- 1943: Todo un hombre
- 1943: Luisito
- 1943: Son cartas de amor
- 1945: Rigoberto
- 1945: Dos ángeles y un pecador
- 1946: Un beso en la nuca
- 1947: Madame Bovary
- 1949: Don Juan Tenorio[3]
- 1950: Nacha Regules
- 1951: La orquídea
- 1954: Crisol de hombres
- 1955: El amor nunca muere
- 1958: El barro humano[4]

## Teatro
En teatro trabajó bajo la dirección de Enrique de Rosas junto a figuras como Amanda Varela, Alberto Barcel, Ada Cornaro, Iris Marga, Blanca Podestá, Nicolás Fregues, Susana Dupré, entre otros. Entre algunas de las obras en las que incursionó están:
- La Salamanca (1943), junto a Camilo Da Passano, Iris Marga, Mario Giusti, Angélica López Gamio, Pascual Pellicciotta y Osvaldo Bonet.
- La cruz en la sangre (1944)
- Una mujer desconocida (1945)